# Карапетян, Александр Владиленович
Карапетян Александр Владиленович (11 мая 1950, Москва — 31 мая 2021, Москва) — советский и российский учёный-математик, д.ф.-м.н. (1983), профессор мехмата МГУ (1996—2021). Заслуженный профессор Московского университета (2018).

## Биография
Родился 11 мая 1950 года в Москве. В 1972 году с отличием окончил мехмат МГУ, в 1975 — аспирантуру отделения механики МГУ, защитив в том же году диссертацию по теме «Об устойчивости установившихся движений механических систем» на учёную степень кандидата физико-математических наук : 01.02.01
С 1975 года А. В. Карапетян связал свою судьбу с Вычислительным центром АН СССР, где трудился по 2006 г., пройдя путь от младшего научного сотрудника до заведующего сектором теории устойчивости и механики управляемых систем.
С 1996 перешёл на должность штатного профессора мехмата МГУ, продолжая быть совместителем в ВЦ РАН до 2006 г.
Скончался 31 мая 2021 года в Москве.

## Научный вклад
Профессор А. В. Карапетян был известным специалистом в теории устойчивости движения и динамики твёрдого тела, динамике систем с трением и систем с дифференциальными связями.
Им :
- разработаны новые модели силового взаимодействия при движении твёрдого тела по плоскости с трением и теория устойчивости движения неголономных механических систем,
- предложен метод глобального качественного анализа диссипативных механических систем с симметрией,
- распространены классические результаты Рауса-Ляпунова-Сальвадори и Пуанкаре-Четаева-Смейла об устойчивости и бифуркации стационарных движений консервативных механических систем на диссипативные механические системы.

Александр Владиленович был
- членом Национального Комитета по теоретической и прикладной механике,
- председателем диссертационного Совета МГУ по специальности «Теоретическая механика»,
- членом редколлегии журнала «Прикладная математика и механика» — одного из ведущих российских периодических изданий по механике[5]..

А. В. Карапетян руководил в университете научным семинаром имени академика В. В. Румянцева, регулярно руководил секциями и подсекциями на Всероссийских и международных съездах и конференциях, обнародовал более 135 научных трудов.

## Преподавательская деятельность
В МГУ преподавал по совместительству с 1989 года, с 1991 года — доцент, с 1996 года в должности профессора кафедры теоретической механики и мехатроники механико-математического факультета. Учёное звание профессора присвоено в 1998 году. С 1999 года являлся заместителем заведующего вышеупомянутой кафедры.
В разные годы читал как курсы по классическим разделам механики, так и специальные курсы) кафедры:
- «Аналитическая механика»,
- «Асимптотические методы механики»,
- «Динамика неголономных систем».
- «Динамика твёрдого тела на горизонтальной плоскости»
- «Инвариантные множества динамических систем»
- «Классическая механика»,
- «Теоретическая механика»,
- «Устойчивость движения».
- и другие

Подготовил сам и в соавторстве два учебника и два учебных пособия (см. библиографию).
Под его руководством было защищено 18 кандидатских и одна докторская диссертация. Среди его учеников три лауреата Золотой медали РАН за лучшие работы по механике среди молодых учёных и студентов.
Более 10 лет c 1989 года Александр Владиленович преподавал в СУНЦ МГУ, где разработал и вёл самобытный курс математического анализа для двухгодичного физико-математического и химического потоков, а также читал прилаженный для школьников спецкурс по исследованию устойчивости движения с необычными, нередко требующими творческого подхода, задачами. Немало учащихся и выпускников этого спецкурса со своими достижениями участвовали и получали награды на российских и международных школьных конференциях, а затем продолжили свой путь в науку.

## Награды и почётные звания
- Медаль «В память 850-летия Москвы» (1997)
- Заслуженный профессор Московского университета (2018)

## Избранная библиография

### Книги
- Устойчивость стационарных движений / Карапетян А. В.  Москва: Эдиториал УРСС, 1998. 168 с. ISBN 5-901006-47-X.
- Задачи по классической механике / Антонов И. Л., Болотин С. В., Вильке В. Г., Голубев Ю. Ф., Карапетян А. В., Кугушев Е. И., Павловский В. Е., Сальникова Т. В., Самсонов В. А., Татаринов Я. В., Трещёв Д. В., Якимова К. Е., Якушев А. Г.  М.: изд-во ЦПИ мехмата МГУ, 2001. ISBN 5-93839-011-7. 96 с.
- Задачи по аналитической механике. / Антонов И. Л., Барбашова Т. Ф., Вильке В. Г., Голубев Ю. Ф., Карапетян А. В., Кугушев Е. И., Кулешов А. С., Мелкумова Е. В., Сазонов В. В., Татаринов Я. В., Якимова К. Е.  (под ред. И. Л. Антонова и К. Е. Якимовой). М.: изд-во мехмата МГУ, 2002 г., 52 с.
- Теоретическая механика: учебник для студентов вузов … по специальностям «Математика» и «Механика» / С. В. Болотин, А. В. Карапетян, Е. И. Кугушев, Д. В. Трещёв. — Москва : Академия, 2010. — 429 с. : ил.; 22 см. — (Высшее проф. образование. Естественные науки); ISBN 978-5-7695-5946-4
- Устойчивость и бифуркация движений : учебник / А. В. Карапетян. — Москва : Изд-во Московского ун-та, 2020. — 186 с. : ил.; 22 см; ISBN 978-5-19-011550-5 : 200 экз.

### Диссертации
- Карапетян, Александр Владиленович. Об устойчивости установившихся движений механических систем : диссертация … кандидата физико-математических наук : 01.02.01. — Москва, 1975. — 152 с.[3]
- Карапетян, Александр Владиленович. Некоторые задачи динамики неголономных систем : диссертация … доктора физико-математических наук : 01.02.01. — Москва, 1982. — 259 с. : ил.[8]

### Избранные статьи
- Karapetyan A. V.  Invariant sets of mechanical systems // Modern Methods of Analytical Mechanics and their Applications. Wien-New York: Springer-Verlag, 1998, p. 153—210.
- Карапетян А. В.  Инвариантные множества механических систем // Нелинейная механика. М.: Физматлит, 2001, с. 62-88.
- Карапетян А. В.  О реализации неголономных связей и устойчивость кельтских камней // ПММ. 1981, т. 45, вып. 1.
- Карапетян А. В.  Бифуркация Хопфа в задаче о движении тяжёлого твёрдого тела по шероховатой плоскости // Изв. АН СССР, МТТ, 1985, № 2.

### Видеозаписи занятий
- Курс по теоретической механике Архивная копия от 27 октября 2021 на Wayback Machine // YouTube, 2020.